# مؤسسة البترول التركية
تأسست شركة (Türkiye Petrolleri Anonim Ortaklığı) (مؤسسة البترول التركية) في عام 1954 بموجب القانون رقم 6327 مع مسؤولية المشاركة في أنشطة التنقيب عن الهيدروكربون والحفر والإنتاج والتكرير والتسويق كشركة وطنية لتركيا.
كونها جهة فاعلة مهمة للاقتصاد الوطني، وحققت العديد من «أوليات» صناعة النفط التركية. الشركة، التي يعود تاريخها إلى أكثر من نصف قرن، أدت إلى تأسيس 17 شركة كبرى، بما في ذلك بتكيم وتوبراش وبواس إلى تركيا.
حتى عام 1983، كشركة نفطية متكاملة، كانت تعمل في جميع مجالات نشاط صناعة النفط من التنقيب إلى الإنتاج والتكرير والتسويق والنقل. اليوم هي شركة نفط وطنية تعمل فقط في قطاع التنقيب والحفر واستكمال الآبار والإنتاج.

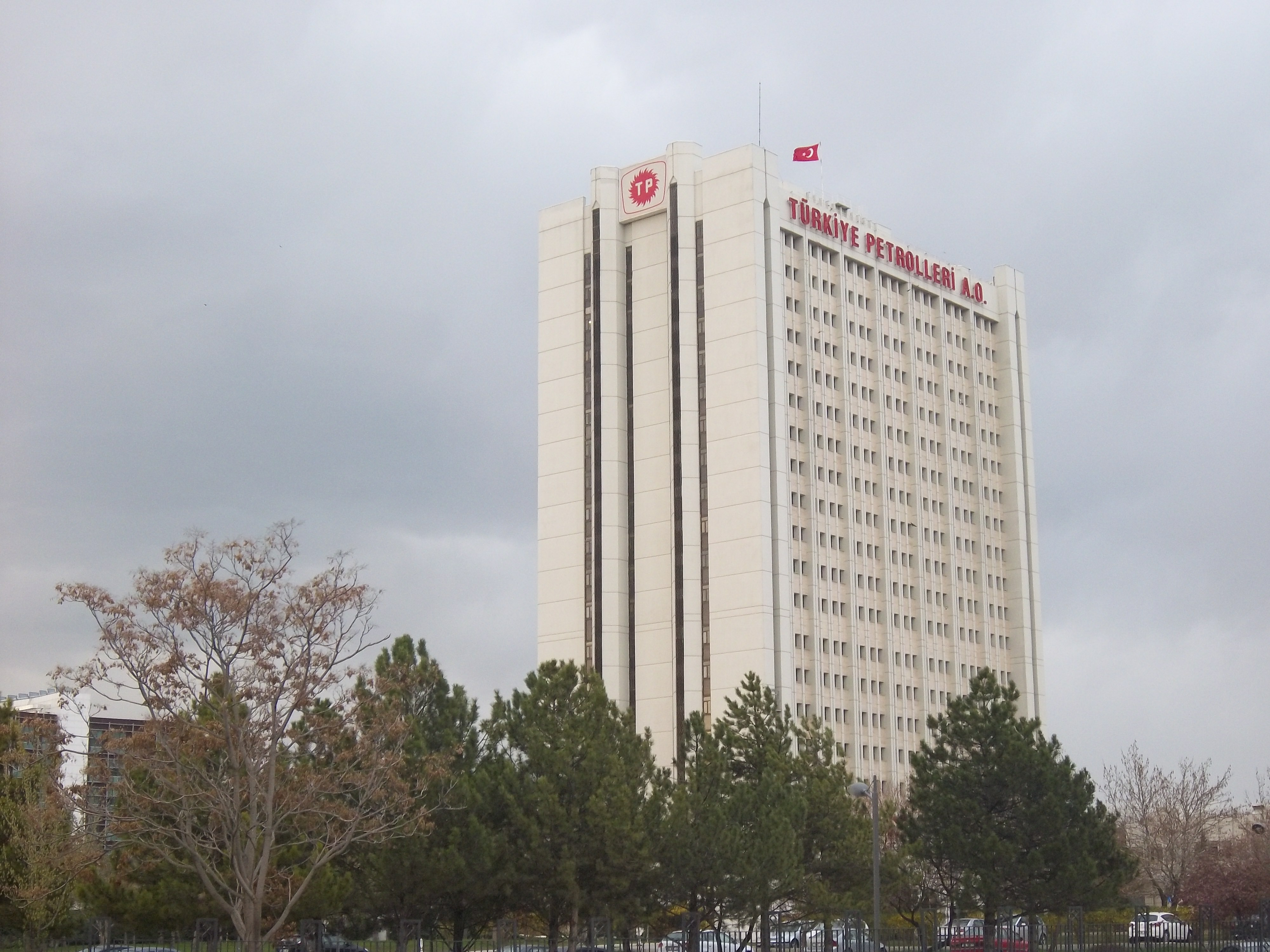
مبنى Türkiye Petrolleri Anonim Ortaklığı في أنقرة

## مشاريع
مشاريع أذربيجان:
- مشروع أزيري - شيراج - غونشلي بحصة 6.75 ٪
- مشروع حقل شاه دنيز للغاز بنسبة 19٪
- مشروع خط أنابيب باكو - تبيليسي - جيهان بنسبة 6.53 ٪
- مشروع خط أنابيب جنوب القوقاز مع حصة 9 ٪
- مشروع اسكتكشاف ألوف مع حصة 10 ٪

مشاريع العراق:
- مشروع بدرة لتطوير حقول النفط بحصة 10٪
- مشروع تطوير حقل نفط ميسان بحصة 11.25 ٪
- مشروع تطوير حقل سيبا للغاز بحصة 40٪
- مشروع تطوير حقل المنصورية للغاز بحصة 50٪ (مشغل)

مشروع روسيا:
حصلت المؤسسة على 49 ٪ من الأسهم في MOL's BaiTex LLC ، التي تمتلك تراخيص الهيدروكربون لحقل Baituganskoye و Yerilkinsky block في منطقة Volga-Ural ، روسيا.

## روابط خارجية
- موقع الشركة